# Југовићи (Невесиње)
Југовићи су насељено мјесто у општини Невесиње, Република Српска, БиХ. Према попису становништва из 1991. у насељу је живјело 79 становника.

## Становништво
| Националност | 1991. | 1981. | 1971. | 1961. |
| Срби         | 79    | 94    | 159   | 185   |
| Југословени  |       | 10    |       |       |
| Црногорци    |       | 1     |       |       |
| непознато    |       |       |       |       |
| Укупно       | 79    | 105   | 159   | 185   |

| Демографија | Демографија | Демографија |
| Година      | Становника  | Становника  |
| ----------- | ----------- | ----------- |
| 1961.       | 185         |             |
| 1971.       | 159         |             |
| 1981.       | 105         |             |
| 1991.       | 79          |             |